# Habitatges al carrer Fusina, 32-34 (Vic)
Els Habitatges al carrer Fusina, 32-34 és una obra de Vic (Osona) inclosa a l'Inventari del Patrimoni Arquitectònic de Catalunya.

## Descripció
Edifici civil. Casa entre mitgeres que consta de planta baixa, dos pisos i coberta a dues vessants en taula aràbiga. A la planta hi ha dos grans portals rectangulars destinats a establiments comercials i un portalet al mig que és l'escala de veïns. Tot estucat com si fos pedra. Els pisos presenten una gradació en la mida de les obertures segons l'alçada. A cada pis s'hi obren dos balcons amb les llosanes recobertes inferiorment amb ceràmica vidriada de color verd i blanc.
El ràfec és decorat i entre els colls de biga hi ha esgrafiats i la part inferior és recoberta amb llosetes blanques i grogues.
La façana és restaurada només a la part dreta que correspon a un altre establiment comercial. Caldria acabar-la de restaurar.

## Història
Edifici que ja existia al segle xviii, l'aspecte del qual prové de la reforma que s'hi produí a la tercera dècada del segle XX que li conferí l'aspecte d'un edifici tardomodernista.
Es troba a l'eixample Morató que el 1734 creà la Plaça dels Màrtirs com a centre del reticulat entre el carrer Manlleu i els Caputxins i entre el carrer Nou i el Passeig. El carrer Fustina seria un dels carrers intermedis d'aquest entramat com el Trinquet, Sant Antoni, Sant Sebastià...